# Кристл, Станко
Станко Кристл (словен. Stanko Kristl; 29 января 1922, Лютомер — 18 января 2024, Любляна) — словенский архитектор и педагог. Профессор, академик Словенской академии наук и искусств (2011).

## Биография
Родился 29 января 1922 года в Лютомере. Окончил Мариборскую среднюю школу в 1945 году. В 1954 году окончил архитектурное отделение технического факультета Люблянского университета. До 1959 года был ассистентом архитектора Эдварда Равникара, принимал участие в создании градостроительного плана для Кидричево, конкурсного проекта для острова Руиссало в Финляндии и других работах, затем начал самостоятельную деятельность.
С 1980 года доцент в области социального и жилищного строительства, в 1981 получил степень доктора архитектурных наук. Преподавал на факультете архитектуры, гражданского строительства и геодезии в Люблянском университете (1982—1993). В 1986 году избран профессором. Читал лекции на кафедре ландшафтной архитектуры факультета биотехнологии в Люблянском университете (1996—2007). С 2005 года член-корреспондент, с 2011 года действительный член Словенской академии наук и искусств.
Занимал высокие должности в профессиональных организациях. Был президентом Общества дизайнеров Словении (1970—1975), членом совета Общества архитекторов Словении, Общества дизайнеров Словении, членом совета директоров Фонда Прешерена, членом правления Союза архитекторов Югославии, членом Совета по охране окружающей среды Словении и других.
В 2017 году Музей архитектуры и дизайна подготовил масштабную выставку работ «Архитектор Станко Кристл. Человек и пространство». Были представлены эскизы, планы, фото- и видеоматериалы, макеты сооружений. Архив архитектора был передан в национальную архитектурную коллекцию.
Скончался 29 января 2024 года, немного не дожив до 102-летия.

## Творчество
Кристл создал более 130 архитектурных и градостроительных проектов, из них 61 проект реализован. Представлял проекты на 52 конкурса, 44 проекта получили награды, в том числе 14 — первые премии. Работы демонстрировались на 36 выставках и 18 конгрессах и семинарах, в том числе за рубежом. Объекты, построенные по проектам Кристла, отмечены государственными наградами и премиями. Университетский жилой корпус на улице Приятелева в квартале «Прула» в Любляне отмечен премией Союза архитекторов Югославии (1959). Торгово-жилой квартал в Веленье удостоен премии фонда Франце Прешерна (1964). Школа в Крани награждена премией Франце Прешерна и призом Борбе за лучшую архитектурную работу. Создание лечебно-диагностического корпуса Университетского клинического центра в Любляне, который называют главным проектом Кристла, отмечено премией Жупанчича (1976) и Орденом Труда с золотым венком (1981). Среди других широко известных работ Кристла жилые дома-атриумы на улице Борсетова и детский сад «Млади род» на улице Чртомирова в Любляне, больница в Изоле. Среди нереализованных проектов Клинический центр с медицинским факультетом и поликлиникой в Нови-Саде, Центр физической медицины и реабилитации в Кувейте, частично реализованный проект Медицинского центра в Сомборе.
Центральной идеей творчества Кристла считается роль архитектуры в развитии человека и общества. Как в практической деятельности, так и в публикациях он придавал большое значение использованию социологии и психологии при проектировании пространства. Он пытался переопределить суть базовых архитектурных программ, таких как жилище, больница, школа или детский сад. Идея гуманистичности в архитектуре выражается в его проектах адаптацией под специальные потребности пользователей — детей, больных, пожилых — в той же мере, что под потребности и взрослых, здоровых и молодых. Представляет архитектурное направление словенского модернизма.
Кристл — автор более 70 публикаций и 10 научных исследований, посвящённых проблемам восприятия пространства.

## Награды
Вклад архитектора в словенскую культуру отмечен наградами и почётными званиями: Орден Труда с золотым венком (1981), медаль Плечника (2006), платиновый карандаш от Палаты архитектуры и планирования пространства Словении (2006), серебряный Орден «За заслуги» (2018 г.) за уникальный вклад в развитие словенской архитектуры, премия Жупанчича за выдающиеся заслуги (2020).
Кристл — почётный гражданин муниципалитета Лютомер (2022), почётный гражданин города Любляны (2023). В 2020 году избран почётным профессором Люблянского университета (2020).